# 204 a. C.
El año 210 a. C. fue un año del calendario romano prejuliano. En el Imperio Romano, fue conocido como el año 550 Ab Urbe condita.

## Acontecimientos

### República romana
- Se libra la Batalla de Crotona, cerca de la ciudad italiana homónima, en Calabria, entre fuerzas de Cartago y de la República romana. El resultado no fue decisivo para ningún bando.
- El general romano Publio Cornelio Escipión, el Africano, luego de apoderarse de Hispania, desembarca en las costas africanas. Aníbal es llamado a Cartago, que se encontraba bajo la amenaza de las fuerzas romanas, y debe abandonar Italia.[1]

### Hispania
- Sucesivas prórrogas al mandato de los procónsules L. Léntulo y L. Manlio Acidino, quienes emprenden acciones bélicas contra los pueblos peninsulares.[2]

## Fallecimientos
- Nevio, escritor.
- Livio Andrónico, escritor romano de origen griego (fecha aproximada).